# Ꜹ́
Pour les articles homonymes, voir AV.
Cette page contient des caractères spéciaux ou non latins. S’ils s’affichent mal (▯, ?, etc.), consultez la page d’aide Unicode.
Ꜹ́ (minuscule ꜹ́) est une voyelle et un graphème utilisé en vieux norrois au Moyen Âge. Elle est formée de la lettre ligature v dans l’a ‹ ꜹ › et de l’accent aigu.

## Représentations informatiques
Le v dans l’a accent aigu peut être représenté avec les caractères Unicode suivants :
| Forme     | Représentation | Chaîne de caractères | Point de code | Description                                        |
| --------- | -------------- | -------------------- | ------------- | -------------------------------------------------- |
| capitale  | Ꜹ́              | Ꜹ◌́                   | U+A738 U+0301 | lettre majuscule latine av diacritique accent aigu |
| minuscule | ꜹ́              | ꜹ◌́                   | U+A739 U+0301 | lettre minuscule latine av diacritique accent aigu |